# Thomas Pitt
Thomas Pitt (Blandford Forum, Dorset, 5 luglio 1658 – Berkshire, 28 aprile 1726) è stato un mercante e politico britannico.
All'età di 16 anni si imbarcò per l'India con la British East India Company, tuttavia una volta arrivato cominciò a fare affari in proprio, sfidando il monopolio della compagnia sui commerci con l'India. Al ritorno in Inghilterra fu multato di 400 sterline per aver violato la legge, ma allora era già abbastanza ricco per poterla pagare facilmente. Acquistò alcune ricche proprietà, guadagnandosi il diritto di accedere alla Camera dei Comuni. Ciò fu determinante per la storia inglese, perché il seggio passò poi a suoi discendenti che avrebbero avuto un posto di grande rilievo nella politica britannica: William Pitt il Vecchio e William Pitt il Giovane.
Nel 1674 Thomas Pitt tornò in India come presidente della British East India Company, con sede a Madras. In agosto dell'anno successivo fu nominato governatore di Madras. La sua azione fu decisiva per l'esito positivo della guerra contro gli imperatori Moghul, nemici accaniti dell'influenza britannica in India. Rimase in carica fino al 1709, e il periodo del suo governatorato è chiamato "L'età d'oro di Madras".
Thomas Pitt è famoso per ever posseduto un grande diamante di 410 carati, che acquistò da un mercante indiano a Madras per 48.000 pagode (circa 20.000 sterline). La pietra grezza fu tagliata a Londra dal gioielliere Harris in un diamante maggiore di 141 carati e diversi diamanti più piccoli, che furono venduti allo zar Pietro il Grande. Nel 1717 il diamante maggiore (chiamato allora "diamante Pitt") fu venduto ad agenti del reggente di Francia Filippo II di Borbone-Orléans per la somma di 135.000 sterline. Da quel momento entrò a far parte dei gioielli della Corona francese con il nome di Régent. Dal 1887 si trova in esposizione al Louvre.